# D-Zug-Siedlung Rünthe

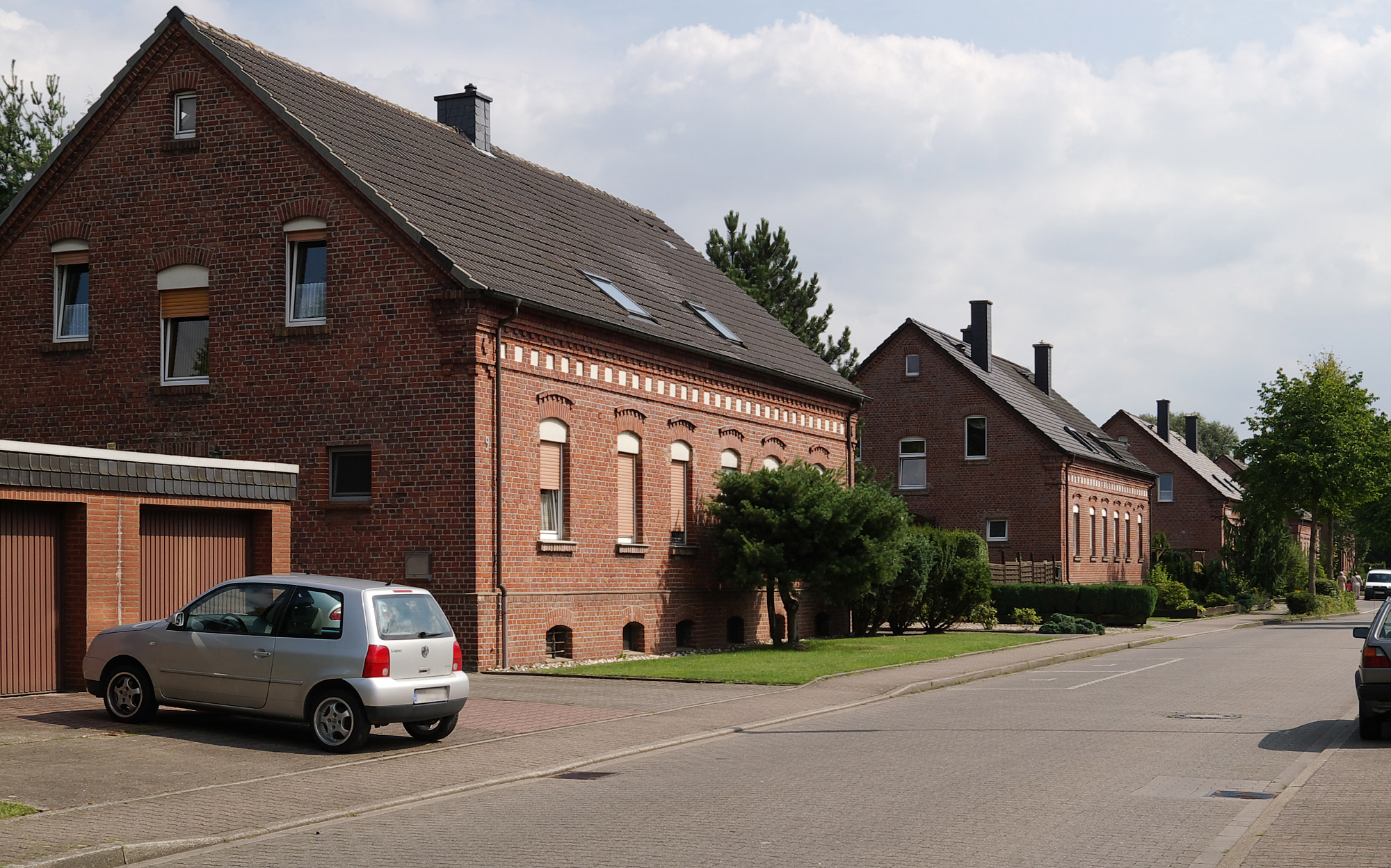
Zechenkolonie „D-Zug-Siedlung“ in Rünthe

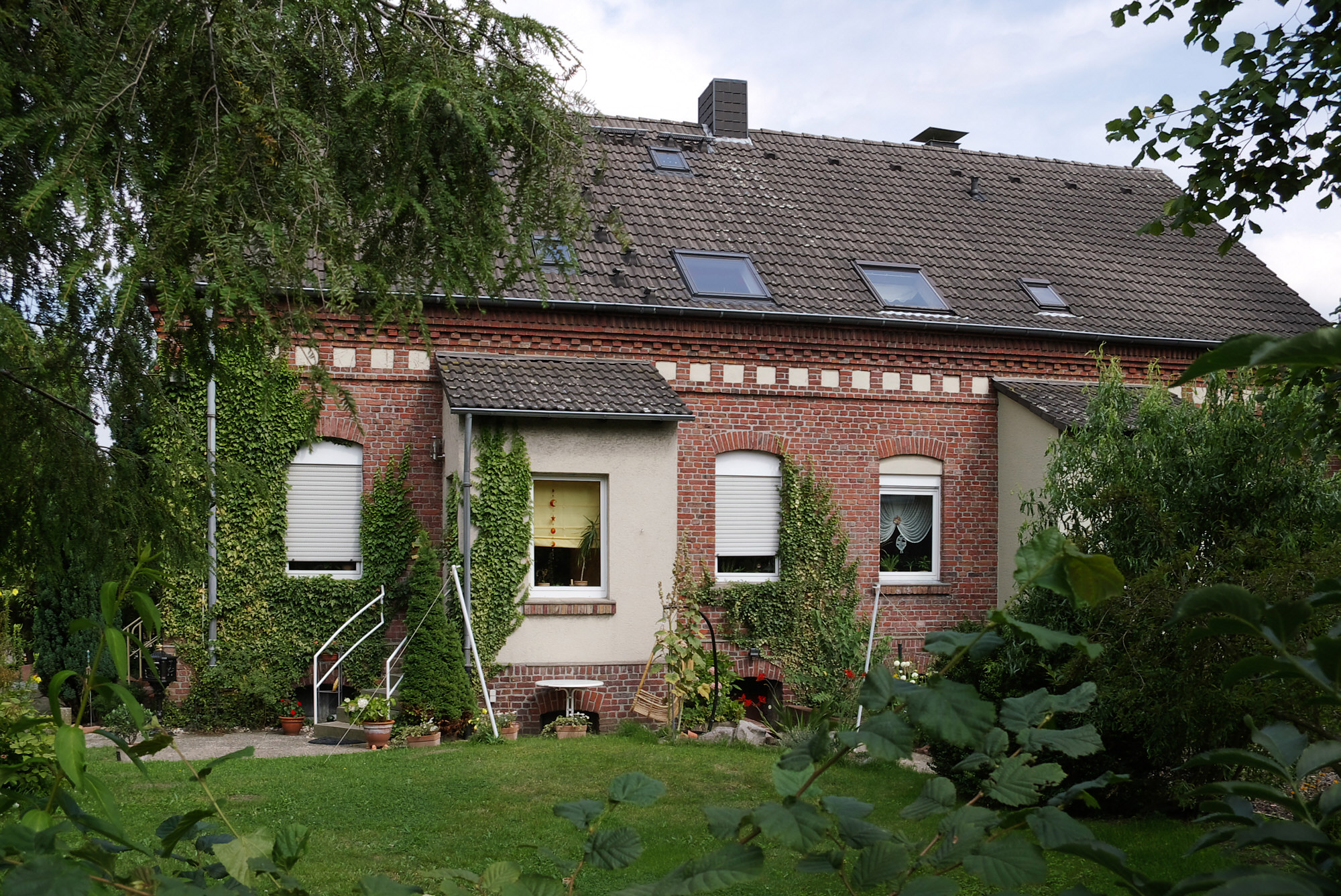
Ansicht von der Gartenseite

Die D-Zug-Siedlung Rünthe ist die erste von drei Zechenkolonien, die Ende des 19. und Anfang des 20. Jahrhunderts in Rünthe – heute ein Stadtteil Bergkamens – errichtet wurden. Sie befindet sich auf dem Gelände des alten Guts Haus Rünthe. 
Die Siedlung wurde von den Eigentümern der Zeche Werne geplant, die in der Nachbarstadt keine Baugenehmigung für eine Bergarbeiterkolonie erhielten. Der an den Durchgangszug (D-Zug) angelehnte Name der Siedlung, mit ihren elf am Beginn der Schachtstraße aufgereihten Doppelhäusern, entstammt dem Volksmund und bezieht sich auf die strenge, einheitliche Fassadengliederung. Jedes Gebäude ist für vier Familien geplant, deren Wohnungen jeweils eigene Hauseingänge aufweisen und auf zwei Etagen verteilt sind. Die meisten Gebäude der Siedlung weisen – abgesehen vom Einbau modernerer Fenster – noch weitgehend die ursprüngliche Fassadengestaltung auf.